# Brevas con arequipe

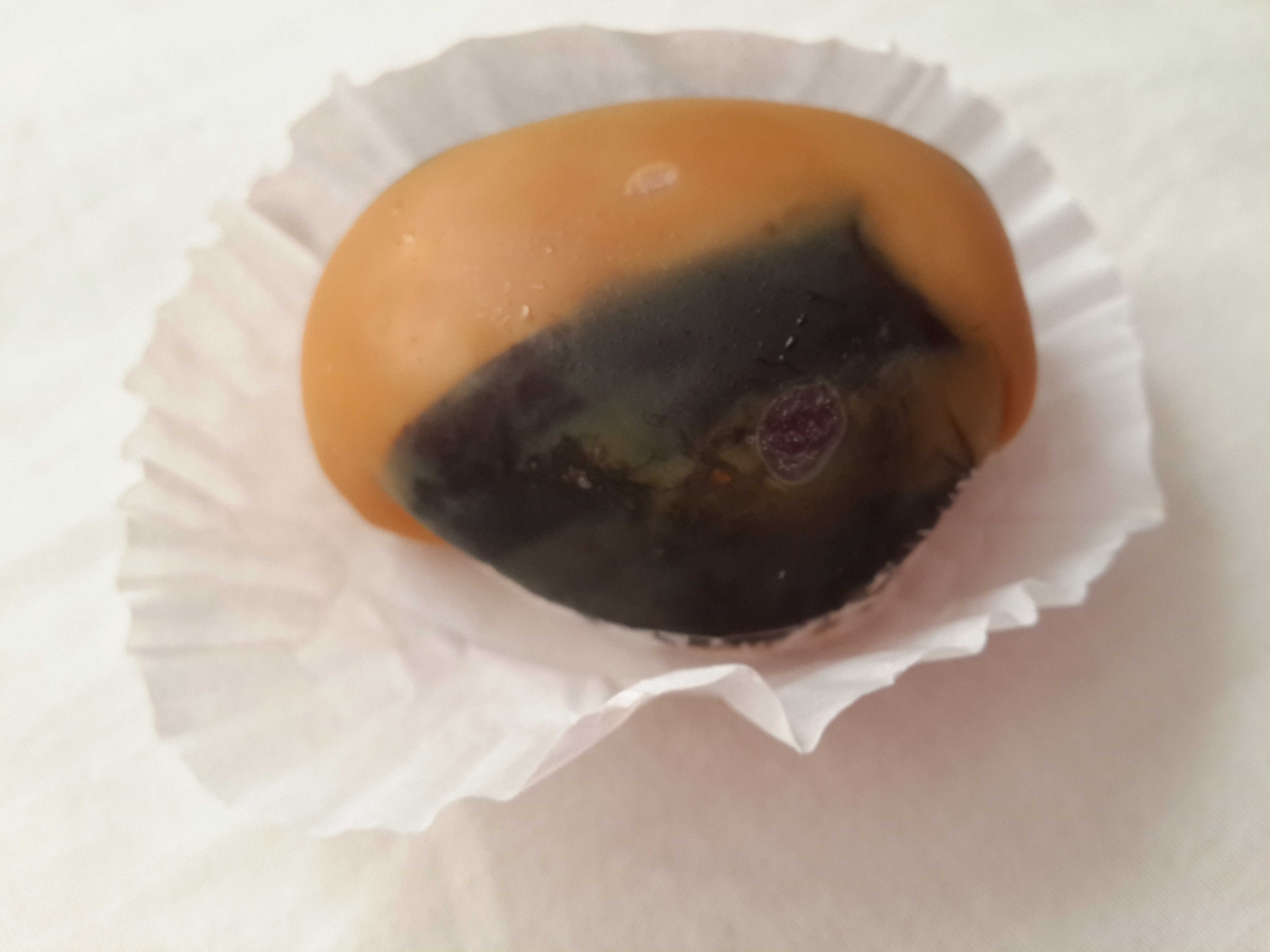
Breva con arequipe

Brevas con arequipe es un típico postre bogotano que se prepara con brevas cocidas con azúcar o caramelo. A veces se usa panela, clavos y canela, que se parten en cuartos o en mitades y se cubren luego de arequipe.